# Le Quotidien (Saguenay)
Pour les articles homonymes, voir Le Quotidien.
Ne doit pas être confondu avec Le Quotidien (Lévis).
Le Quotidien est un journal publié dans la région  du Saguenay–Lac-Saint-Jean au Québec, du lundi au samedi. Il est actuellement édité par la Coopérative Le Quotidien, membre du groupe de presse Coopérative nationale de l'information indépendante depuis 2020. En mai 2009, il a un tirage d'environ 27 000 à 29 000 copies.

## Historique
Le Quotidien a vu le jour en 1973 dans l'arrondissement de Chicoutimi. Créé par Le Progrès du Saguenay, qui édite également le Progrès-Dimanche, il est d'abord dirigé par Gaston Vachon, qui en est le fondateur[source insuffisante].
Le 14 mars 2015, Gesca cède ses six quotidiens régionaux (incluant Le Quotidien) au nouveau groupe de presse Groupe Capitales Médias, une société dirigée par l'ancien ministre libéral Martin Cauchon. Le Groupe Capitales Médias engage des procédures de faillite le 19 août 2019.
Le 23 décembre 2019 le Groupe Capitales Médias annonce la vente de ses 6 quotidiens (dont le Quotidien) régionaux à une nouvelle entité la Coopérative nationale de l'information indépendante (CN2i) pour un dollar symbolique. 
Le 24 mars 2020, les six quotidiens régionaux de la Coopérative nationale de l'information indépendante, dont Le Quotidien, met à pied la moitié de son personnel en raison de l'effet de la Covid-19 et cesse de faire paraître son édition papier sur semaine. Cette dernière mesure deviendra permanente le 12 juin 2020.

### Identité visuelle (logotype)

Logo du Quotidien avant 2015.
Logo du Quotidien depuis 2015.